# 951.
◄ | 9. stoljeće | 10. stoljeće | 11. stoljeće | ►
◄ | 920-ih | 930-ih | 940-ih | 950-ih | 960-ih | 970-ih | 980-ih | ►
◄◄ | ◄ | 948. | 949. | 950. | 951. | 952. | 953. | 954. | ► | ►►
Astronomija • Knjige • Književnost • Kršćanstvo • Pravo • Promet

## Rođenja
- (oko 951.) – sv. Romuald, osnivač kamaldolijanaca († 1027.)

## Vanjske poveznice
|  | Zajednički poslužitelj ima još gradiva o temi 951. |